# Masaru Yamashita
Masaru Yamashita (jap. 山下勝 Yamashita Masaru) - japoński zapaśnik w stylu wolnym. Drugi w mistrzostwach Azji w 1988 roku.